# Semovente 75/18
Le Semovente 75/18 est un canon automoteur italien de la Seconde Guerre mondiale produit par le groupement de constructeurs italien Ansaldo - FIAT en grande quantité qui fut redouté par les armées alliées.

## Histoire
Pour contrer les nouveaux chars alliés en Afrique du Nord, l'État Major de l'Armée Royale Italienne, sachant que son char « lourd » ne serait pas prêt avant 1943, reprit le principe du canon d’assaut, à savoir une pièce d’artillerie montée sur le châssis d’un char.

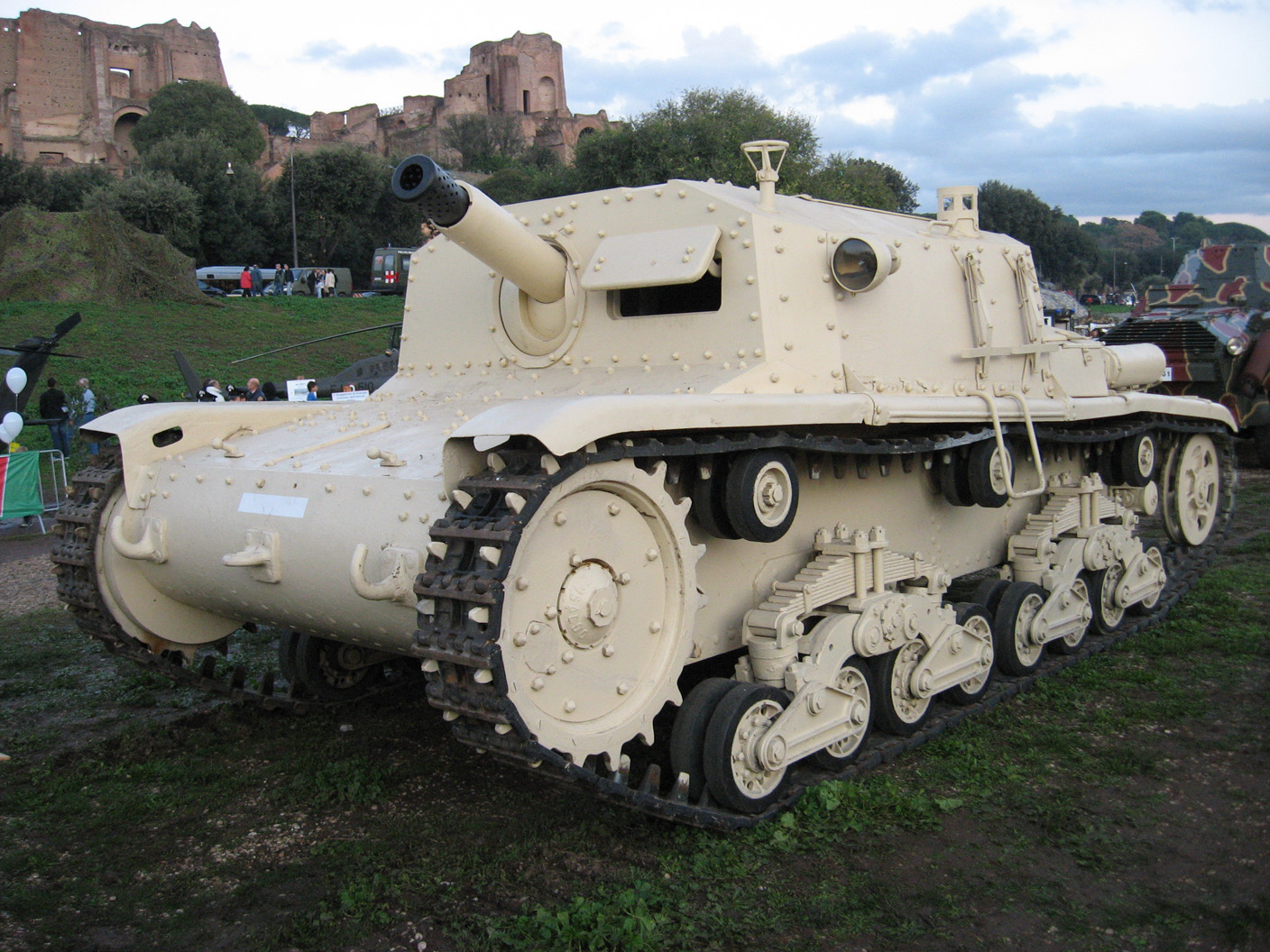
Prototype Ansaldo 75/18 conservé par l'armée italienne et présenté au Cirque Maxime à Rome en 2008

C'est le colonel Sergio Berlese qui soumet cette idée à l'ingénieur Rosini de la société Ansaldo-Fossati en décembre 1940.
Le 10 janvier 1941, un prototype était déjà prêt à l'usine Ansaldo de Gênes. Les essais concluants menés à partir du 10 février 1941 engendrèrent une commande immédiate de 30 exemplaires, suivie d'une commande complémentaire de 400 exemplaires.
Le « Semovente M40 75/18 » est le fruit de l’assemblage du châssis du char M13/40 sans tourelle, avec un obusier 75/18 installé dans la caisse. Cette disposition avait un double avantage : elle permettait d’augmenter considérablement la puissance de feu tout en gardant la base d’un char construit en grande série, mais aussi d’abaisser la hauteur du blindé de 2,37 m à 1,85 m, le rendant moins vulnérable aux attaques. Son blindage également renforcé, passa à un maximum de 50 mm.
L’armement secondaire consistait en une mitrailleuse Breda M1930 modèle 30 de 6,5 mm, rapidement remplacée par une Breda mod. 38 de 8 mm.
Le Semovente 75/18 rencontra un franc succès dès sa mise en service début 1942, s’avérant très efficace contre les blindés anglo-américains. 60 exemplaires furent construits sur le châssis M40 et 162 sur la base du char M14/41 ; 243 derniers exemplaires M43 seront construits sur le M15/42 équipés d'un canon de 105/25.
La formation de base des unités de Semoventi 75/18 était le gruppo (groupe), un terme utilisé au sein des régiments d'artillerie et non des régiments blindés. En effet, les Semoventi étaient affectés le plus souvent aux régiments d'artillerie des divisions blindées. L'ordre de bataille du gruppo de semoventi da 75/18 rédigé en août 1941 prévoyait :
- 1 commandement de groupe, doté de 2 chars de commandement,
- 2 ou 3 batteries avec un char de commandement et de 4 à 6 semoventi chacune,
- 1 unité de ravitaillement.

Si l'on se réfère aux rapports des armées américaines et britanniques, l'efficacité des Semovente 75/18 était redoutable au point que l'ordre avait été donné de ne jamais combattre un groupe de Semoventi sans l'appui de l'aviation, notamment des Hurricanes IID équipés de petits canons antichars de 40 mm.
En Afrique du Nord, les groupes furent tous formés sur 2 batteries de 4 semoventi, soit une dotation théorique de 8 Semoventi 75/18 par groupe. Cet ordre de bataille fut modifié le 11 novembre 1942 pour porter à 6 le nombre de semoventi par batterie.
La première unité à gagner le front africain débarqua à Tripoli en janvier 1942 et fut affectée au 132e Régiment d'artillerie blindée de la division Ariete.
En dehors de l'Afrique du Nord, les Semoventi 75/18 furent utilisés en Sardaigne et dans les Balkans. Une dizaine de Semoventi 75/18 participèrent également à la défense de la Sicile.
À partir de septembre 1942 commencèrent à apparaître des formations mixtes composées de Semoventi 75/18 et de chars moyens. La première unité à effectuer cette transformation fut le XVe bataillon de chars M, qui fut équipé de deux compagnies de M15/42 et d'une compagnie de Semoventi 75/18.
Le 9 septembre 1943, les Semoventi M42 75/18 de l'Ariete II prirent part à la défense de la capitale, Rome, contre les troupes nazies.
Après la reddition italienne le 3 septembre 1943, 131 Semoventi 75/18 furent saisis par la Wehrmacht qui les inséra dans ses matériels sous le nom de Sturmgeschütz M42 - StuG L6 mit 47/32 630 (i).
La Wehrmacht en voulut plus et la production de 55 exemplaires M43 fut autorisée. Ils furent mis immédiatement en service avec les autres modèles Semovente, distribués à 12 divisions (9 d'infanterie, une de montagne, une de chasseurs et de grenadiers) et à 3 brigades d'assaut ainsi qu'à la 12e compagnie de chars de police SS. Toutes les unités étaient basées en Italie et dans les Balkans. Ils ont été désignés StuG M42 mit 7,5 KwK L18 (850)(i).